# Nakouri
Nakouri est une commune rurale située dans le département de Manni de la province de la Gnagna dans la région de l'Est au Burkina Faso.

## Géographie
Nakouri est situé à 10 km à l'Ouest de Manni, chef-lieu du département, et à 1 km de la route nationale 18 sur la route menant à la province de la Namentenga. La commune est en bordure de la retenue d'eau créée par le barrage en remblai réalisé entre Tambidi et Lipaka en amont sur la rivière Gouaya.

## Santé et éducation
Le centre de soins le plus proche de Nakouri est le centre de santé et de promotion sociale (CSPS) de Dakiri.